# 왜소숲쥐
왜소숲쥐(Nelsonia neotomodon)는 비단털쥐과에 속하는 설치류의 일종이다. 멕시코의 토착종이다.